# Albert Cluytens
Albert ("Bert") Cluytens (Antwerpen, 16 november 1955) is een Belgisch voormalig voetballer.

## Spelerscarrière
Cluytens sloot zich op jonge leeftijd al aan bij Hoboken SK. Daar werd de aanvallende middenvelder opgemerkt door KSK Beveren. In 1974 verliet Cluytens Hoboken en trok naar het Waasland. In dat jaar maakte hij ook zijn debuut in het A-elftal van Beveren.
Cluytens bleef zeven seizoenen voor Beveren spelen en werd in 1979 landskampioen. De middenvelder zat in een sterk team met onder anderen doelman Jean-Marie Pfaff. Cluytens zou met Beveren de beker en de Belgische landstitel winnen, alvorens in 1981 naar RSC Anderlecht te vertrekken.
Bij Anderlecht werd hij een vaste waarde dat seizoen, maar toch besloot Cluytens om in 1982 al Anderlecht te verlaten en naar Antwerp FC te gaan. Daar bleef hij ook maar één seizoen, want in 1983 ruilde hij Antwerp in voor KV Mechelen.
Daar bleef Cluytens vijf seizoenen en won hij de Beker van België en de Europacup II. In 1988 trok de middenvelder naar het Brusselse RWDM.
In 1989 maakte Cluytens, hij was toen 34 jaar, een einde aan zijn carrière als voetballer. Cluytens speelde ook 12 keer voor de Rode Duivels.

## Trainerscarrière
Na zijn carrière werd Cluytens trainer van Kallo, Wetteren, Oostakker, Laarne, Berlare, Zele, Kallo, Tubantia Borgerhout en KFC Vrasene (2e provinciale C Oost-Vlaanderen), dat hij zowel seizoen 2011/12, 2012/13 als 2013/14 naar een eindronde loodste. In maart 2022 nam hij de fakkel als T1 bij KFC Herleving Sinaai, eveneens in 2e provinciale Oost-Vlaanderen.  Hij wist KFC Herleving Sinaai te redden van degradatie.